# Michael Wendt (Jurist)
Michael Wendt (* 9. November 1955 in Münster) ist ein deutscher Jurist. Er war von März 1996 bis August 2021 Richter am Bundesfinanzhof, seit November 2010 Vorsitzender Richter.

## Leben
Nach Erlangung des Fachhochschulabschlusses als Diplomfinanzwirt 1978 studierte Wendt von 1979 bis 1983 an der Westfälischen Wilhelms-Universität in Münster Rechtswissenschaften. Die beiden juristischen Staatsexamina legte er 1983 und 1986 ab. Von 1979 bis 1987 war er auch bei einer Steuerberatungsgesellschaft angestellt. Ab 1987 arbeitete Wendt als Richter am Finanzgericht Münster. 1991 wurde er an das Justizministerium des Landes Brandenburg abgeordnet und 1995 zum Vorsitzenden Richter am Finanzgericht des Landes Brandenburg ernannt. Bereits 1996 wechselte er unter Ernennung zum Richter am Bundesfinanzhof nach München an das oberste deutsche Steuergericht. Dort wurde er dem IV. Senat zugewiesen. Mit seiner Ernennung zum Vorsitzenden Richter am Bundesfinanzhof in 2010 übernahm er in diesem den Vorsitz. Der IV. Senat befasst sich im Wesentlichen mit Fragen der Besteuerung von Einkünften aus der Land- und Forstwirtschaft sowie von Einkünften aus Gewerbebetrieb von Personengesellschaften.
Wendt war von Mai 2006 bis November 2011 Pressesprecher des Bundesfinanzhofes. Am 31. August 2021 trat er in den Ruhestand.
Als Lehrbeauftragter an der Ludwig-Maximilians-Universität (LMU) München ist Wendt auch in der akademischen Lehre tätig.